# Czerna (powiat średzki)
Czerna – wieś w Polsce położona w województwie dolnośląskim, w powiecie średzkim, w gminie Miękinia.

## Podział administracyjny
W latach 1975–1998 miejscowość należała administracyjnie do województwa wrocławskiego.

## Zabudowa
Czerna jest wsią folwarczną powstałą w wyniku narastania zabudowy mieszkalnej wzdłuż drogi prowadzącej do folwarku w kierunku na Prężyce. Folwark założony na planie prostokąta stanowi najstarszą część siedliska, powstałą wokół dawnego grodziska.

## Przystanek kolejowy
Opodal wsi na linii nr 273 znajduje się przystanek kolejowy o nazwie Czerna Mała. Powstał w połowie lat 80. XX wieku.